# Gastroblastea ovale
Gastroblastea ovale is een hydroïdpoliep uit de familie Campanulariidae. De poliep komt uit het geslacht Gastroblastea. Gastroblastea ovale werd in 1900 voor het eerst wetenschappelijk beschreven door Mayer. 